# Смольний (канонерський човен)
«Смольний» — радянський річковий канонерський човен (канонерка), облаштований на початку Великої Вітчизняної війни з мобілізованого парового колісного буксира. У серпні 1941 року канонерка відзначилася успішними діями під час оборони міста Канів.

## Проектування, будівництво
1932 року на заводі «Ленінська кузня» у Києві спроектовано та розпочато серійне виробництво першої радянської компаундної парової машини потужністю 400 к.с. із паророзподілювачем Ленца та з так званим ухиленим компонуванням. Це надало змогу спроектувати та розпочати будівництво серії парових колісних буксирів у рамках замовлення СБ-51. Судна мали корпус із зварених сталевих листів, просторі приміщення, каюти на одну або дві особи, душову та пральню. Головним у серії став пароплав «Смольний».
За передвоєнним мобілізаційним планом чотири таких колісних буксири треба було мобілізувати та переоблаштувати на канонерки, що за тодішньою класифікацією мали артилерію калібру більше 76 мм. Переоблаштування включало в себе посилення конструкції судна, щоб витримувати напруження від віддачі гармат, 6-мм бронювання снарядних погребів та броньову бойову рубку.

## Історія служби у складіПВФ
23 червня 1941 року «Смольний» мобілізовано та вже 7 липня повністю переоблаштовано у канонерський човен, його командиром став лейтенант запасу Кільчицький П. Є. 11 липня канонерка потрапляє до складу Дніпровського загону річкових кораблів (ЗРК) Пінської військової флотилії (ПВФ) для дій у районі Трипілля, Ржищів, Канів, хоча офіційне входження у склад ПВФ датується 22 липня. У період 7 — 16 серпня 1941 року канонерка бере участь у обороні Каніва. У ці дні зенітна артилерія човна збила три ворожих літаки.
В середині серпня супротивник вийшов безпосередньо до Дніпра та захопив Канів. Таким чином, ПВФ була вимушена провести операцію з метою прориву кораблів та суден у Київ з півдня. Дніпровський ЗРК здійснив 17 — 19 серпня 1941 року так званий Канівський прорив з району Каніва до Києва. Дану операцію підтримали діями військ зв'язку та польової та далекобійної артилерії сухопутних військ, яка вела вогонь по ворожим цілям з лівого берега. Загалом прорив виявився вдалим, а втрати були мінімальними.
Але сам канонерський човен «Смольний» під час прориву, вже на підході до Києва, був помилково обстріляний радянською артилерією з позицій на Жуковому острові. Внаслідок вогню 1 червонофлотець загинув та 3 поранено. Після прибуття до Києва човен став на ремонт до 20 серпня.
З 22 серпня «Смольний» прикриває вогнем радянську дніпровську переправу біля села Ясногородка. 28 серпня канонерку переведено на ріку Десна у район південніше містечка Остер, де вона взаємодіє з підрозділами 212-тої повітряно-десантної бригади. Поступово з погіршенням положення на фронті корабель відступає до гирла Десни. 12 вересня «Смольний» вів обстріл ворожих позицій на ділянці Козаровичі — Глібівка — Димер напроти північного флангу Київського укріпрайону. 18 вересня 1941 року, за наказом Військової Ради 37-ї армії, під час відходу радянських військ з Києва екіпаж підірвав свій корабель у районі села Сваром'я.
6 жовтня 1941 року «Смольний» вивели із списків кораблів ВМФ. А у 1944 році канонерку піднято, відремонтовано та задіяно як учбово-тренувальний засіб. Через кілька років колишній канонерський човен здано на металобрухт.